# Циклодекстрины
Циклодекстри́ны — углеводы, циклические олигомеры глюкозы, получаемые ферментативным путём из крахмала.
В составе циклодекстринов остатки D-(+)-глюкопиранозы объединены в макроциклы α-D-1,4-гликозидными связями. По свойствам циклодекстрины резко отличаются от обычных (линейных) декстринов. Иногда циклодекстрины называют циклоамилозами, цикломальтоолигосахаридами, цикломальтодекстринами. Историческое название: кристаллические декстрины Шардингера.

## История изучения
Впервые циклодекстрины были обнаружены М. Вилльером (М. А. Villiers) в 1891 г., исследовавшим продукты метаболизма бактерий Clostridium butyricum, и давшим первое описание этих кристаллических углеводов под названием «целлюлозин» (cellulosine). Наибольший вклад в исследование циклодекстринов внёс позднее (1903—1911 гг.) Ф. Шардингер (F. Schardinger), в честь которого они длительное время назывались декстринами Шардингера.

## Структура и свойства

Структуры трёх основных циклодекстринов.

Все циклодекстрины представляют собой белые кристаллические порошки, нетоксичные, практически не имеющие вкуса. Внешне — это белые кристаллические и аморфные субстанции. Количество кристаллизационной воды варьирует от 1 до 18 % в зависимости от методов сушки и приготовления препарата.
Циклодекстрины различают по количеству остатков глюкозы, содержащихся в одной их молекуле. Так простейший представитель — α-циклодекстрин — состоит из 6 глюкопиранозных звеньев. β-циклодекстрин содержит 7, а γ-циклодекстрин — 8 звеньев. Именно эти три типа т.н. натуральных (или нативных) циклодекстринов наиболее распространены и исследованы. Циклодекстрины, молекулы которого состоят из 3-5 глюкопиранозных звеньев, ферментативными методами до сих пор не синтезированы, однако были получены методами органического синтеза.
При трансформации крахмала в циклодекстрины с помощью микробного фермента циклодекстринглюканотрансферазы (ЦГТазы, КФ 2.4.1.19) также образуются циклические сахара, имеющие девять, десять, одиннадцать и более (до 30—60) остатков глюкозы в цикле и обозначаемые соответствующими буквами греческого алфавита σ, ε, ζ, η, θ и т. д. Это так называемые крупнокольцевые (large-ring) циклодекстрины.
В нижеприведённой таблице — основные свойства циклодекстринов:
| Свойство                                        | α-циклодекстрин | β-циклодекстрин | γ-циклодекстрин |
| ----------------------------------------------- | --------------- | --------------- | --------------- |
| Число остатков глюкозы в макроцикле             | 6               | 7               | 8               |
| Молекулярный вес, Да                            | 972,85          | 1134,99         | 1297,14         |
| Внешний диаметр тора, Å                         | 13,7            | 15,3            | 16,9            |
| Внутренний диаметр полости тора, Å              | 5,2             | 6,6             | 8,4             |
| Высота тора, Å                                  | 7,8             | 7,8             | 7,8             |
| Объём внутренней полости, Å³                    | 174             | 262             | 472             |
| Физический объём полости в навеске 1г ЦД, мл:   | 0,1             | 0,14            | 0,2             |
| Частичный молярный объём в растворах, мл·моль−1 | 611,4           | 703,8           | 801,2           |
| Растворимость в воде при 25 °C, г/100 мл        | 14,5            | 1,85            | 23,2            |
| Температура разложения, °С                      | 278             | 299             | 267             |

### Образованиеклатратов
Форма молекул циклодекстринов в грубом приближении представляет собой тор, также напоминающий полый усечённый конус. Данная форма стабилизирована водородными связями между OH-группами, а также α-D-1,4-гликозидными связями. Все ОН-группы в циклодекстринах находятся на внешней поверхности молекулы. Поэтому внутренняя полость циклодекстринов является гидрофобной и способна образовывать в водных растворах комплексы включения с другими молекулами органической и неорганической природы. В комплексах включения кольцо циклодекстрина является «молекулой хозяином», включённое вещество называют «гостем».
Комплексы включения в воде диссоциируют на циклодекстрин и исходное вещество, проявляя основные свойства последнего. При нагревании выше 50—60 °C комплексы обычно распадаются полностью и обычно восстанавливают свою структуру при охлаждении.
В процессе образования комплексов меняются многие исходные свойства включаемых соединений. Нерастворимые в воде вещества, приобретают большую растворимость, становятся стабильными в процессах окисления и гидролиза, меняют вкус, цвет и запах. Из жидкостей и даже некоторых благородных газов могут быть получены порошкообразные соединения, из маслообразных веществ — полностью растворимые в воде препараты (например, жирорастворимые витамины).

## Применение
Благодаря своим свойствам циклодекстрины широко применяются в пищевых технологиях, фармацевтике, косметике, биотехнологии, аналитической химии, имеют хорошие перспективы использования в текстильной промышленности, в процессах очистки воды и даже в добыче нефти.
Бета-циклодекстрин зарегистрирован в качестве пищевой добавки E459.
В настоящее время циклодекстрины доступны по низким ценам, их мировое производство оценивается в объёмах десятков тысяч тонн.
Благодаря своей способности абсорбировать этиловый спирт (до 60% от собственной массы), циклодекстрины используются как основа для создания порошкообразных растворимых алкогольных напитков.
Циклодекстрины способны увеличивать растворимость малорастворимых лекарств в воде, а также усиливать проникновение лекарств через биологические мембраны.
Кроме того циклодекстрины позволяют совмещать обычно несовместимые лекарственные препараты. В частности препараты которые при смешивании могут выпасть в осадок.

## Безопасность и фармакология
Циклодекстрины представляют большой интерес отчасти потому, что они нетоксичны. ЛД50 (перорально, у крысы) составляет порядка граммов на килограмм.
Тем не менее, попытки использовать циклодекстрины для профилактики атеросклероза, возрастного накопления липофусцина и ожирения сталкиваются с препятствием в виде повреждения слухового нерва и нефротоксического эффекта.
Учитывая тот факт, что атеросклероз это основная причина сердечно-сосудистых заболеваний на которые приходится 40 - 50% всех причин смерти населения промышленно развитых стран, попытки создания лекарственного препарата на основе циклодекстрина для его профилактики продолжаются. В частности создан препарат UDP-003, являющийся димером циклодекстрина, который имеет низкую токсичность и намного более эффективен, по сравнению с другими циклодекстринами в удалении токсичного окисленного холестерина, ключевого фактора накопления холестериновых бляшек.